# Яниці (Лодзинське воєводство)
Яниці (пол. Janice) — село в Польщі, у гміні Дашина Ленчицького повіту Лодзинського воєводства.
Населення — 25 осіб (2011).
У 1975-1998 роках село належало до Плоцького воєводства.

## Демографія
Демографічна структура станом на 31 березня 2011 року:
|          | Загалом | Допрацездатний вік | Працездатний вік | Постпрацездатний вік |
| -------- | ------- | ------------------ | ---------------- | -------------------- |
| Чоловіки | 12      | 2                  | 10               | 0                    |
| Жінки    | 13      | 5                  | 8                | 0                    |
| Разом    | 25      | 7                  | 18               | 0                    |